# Michail Minin
Michail Petrovitsj Minin (Russisch: Михаил Петрович Минин) (Vanino (oblast Pskov), 29 juli 1922 – Pskov, 10 januari 2008) was een militair van de Sovjet-Unie.
Minin werd geboren in 1922 in Vanino (oblast Pskov). In juni 1941 ging hij als vrijwilliger in dienst van het Rode Leger om de strijd aan te gaan tegen Nazi-Duitsland. Hij nam deel aan het ontzet van Leningrad en hierna trok zijn legeronderdeel richting Berlijn. Hier was hij de eerste soldaat die tijdens de slag om Berlijn op 30 april 1945 het Rijksdaggebouw wist binnen te komen en hij was degene die om 22.40 uur de Vlag van de Sovjet-Unie wist uit te steken op het dak van het gebouw. Er bestaat een wereldberoemde foto waarop de vlag op de Rijksdag wordt geplaatst. Deze is echter genomen op 2 mei. De soldaat op die foto is de Georgiër Meliton Kantaria. In de nacht dat het peloton van Minin de Rijksdag bezette was er geen fotograaf beschikbaar. Hierdoor werd hij op dat moment niet geëerd voor zijn heldendaad.
Na de oorlog ging Minin naar de Militaire academie voor Genietroepen in Koejbysjev. Hierna was hij tot 1969 gelegerd bij de Strategische Raketstrijdkrachten (RVSN). Hier klom hij op tot de rang van luitenant-kolonel. In 1977 verhuisde hij naar Pskov. 
Pas in 1995, vijftig jaar na de Tweede Wereldoorlog, kreeg Michail Minin van president Boris Jeltsin een officieel eerbetoon voor zijn optreden in Berlijn. Michail Minin overleed in 2008 op 85-jarige leeftijd.

## Onderscheidingen
- Orde van de Rode Banier
- Orde van de Patriottische Oorlog (tweemaal)
- Orde van de Rode Ster
- Medaille voor de Gewapende Strijd
- Ereburger van de stad Pskov